# Franky Vandendriessche
Franky Vandendriessche (wym. [ˈfrɑn.ki ˌvɐn.dən.ˈdrisə]; ur. 7 kwietnia 1971 roku w Waregem) – były belgijski piłkarz występujący na pozycji bramkarza.

## Kariera klubowa
Franky Vandendriessche zawodową karierę rozpoczynał w 1991 roku w KSV Waregem. Miejsce w podstawowej jedenastce tego zespołu wywalczył sobie w sezonie 1994/1995, w którym wystąpił w 34 spotkaniach. W kolejnych rozgrywkach belgijski piłkarz także miał zapewnione miejsce między słupkami Waregem, dla którego łącznie rozegrał 152 spotkania. Latem 1998 roku Vandendriessche podpisał kontrakt z Excelsiorem Mouscron. W 2002 roku "Les Hurlus" dotarli do finału Pucharu Belgii, a Franky został uznany najlepszym bramkarzem ligowych rozgrywek. Przez siedem sezonów spędzonych w Excelsiorze Vandendriessche wystąpił w 199 pojedynkach. Kolejnym, i jak się później okazało, ostatnim zespołem w karierze belgijskiego goalkeepera było Cercle Brugge. Franky zajął z nim kolejno trzynaste i dwunaste miejsce w lidze, po czym zdecydował się zakończyć swoją piłkarską karierę.

## Kariera reprezentacyjna
W reprezentacji Belgii Vandendriessche zadebiutował 29 marca 2003 roku w spotkaniu przeciwko Chorwacji w ramach eliminacji do mistrzostw Europy. Już rok wcześniej Robert Waseige powołał go jednak na mistrzostwach świata. Na tej imprezie Belgowie zajęli drugie miejsce w swojej grupie i awansowali do 1/8 finału. W tej fazie turnieju zespół "Czerwonych Diabłów" przegrał 2:0 z późniejszymi zwycięzcami mundialu - Brazylijczykami. Franky na boiskach Korei Południowej i Japonii był trzecim bramkarzem w kadrze i nie wystąpił w żadnym ze spotkań. Łącznie dla drużyny narodowej rozegrał tylko jeden mecz.